# Dalea grayi
Dalea grayi là một loài thực vật có hoa trong họ Đậu. Loài này được (Vail) L.O.Williams miêu tả khoa học đầu tiên.